# Maurizio Fistarol
Maurizio Fistarol (Belluno, 12 aprile 1957) è un ex politico italiano.

## Biografia
Ha frequentato il Liceo scientifico a Belluno e si è laureato con lode in giurisprudenza a Bologna, prima di intraprendere la professione di avvocato.
Nel 1983 entra nel consiglio comunale di Belluno e, all'inizio degli anni Novanta, è tra i promotori nel Veneto e a livello nazionale dei comitati referendari di Mario Segni per la riforma della legge elettorale in senso maggioritario.
Nel 1993 è il primo sindaco di Belluno ad essere eletto direttamente dai cittadini con una lista denominata Alleanza di Progresso, superando al ballottaggio il candidato della Lega Nord. A metà degli anni Novanta è tra i protagonisti del Movimento dei sindaci del Nordest.
Nel 1997 viene rieletto sindaco al primo turno per la coalizione di centrosinistra con oltre il 66% di voti.
Un anno più tardi, nel 1998, Fistarol è uno dei dieci promotori del movimento Centocittà, con i colleghi sindaci Francesco Rutelli, Massimo Cacciari, Enzo Bianco, poco dopo confluito ne I Democratici. Con tale soggetto si candida alle elezioni europee del 2009 nella circoscrizione Italia nord-orientale, ottenendo oltre 20.000 voti, ma senza essere eletto.
Nel gennaio del 2001 è uno dei 18 sindaci e presidenti di regione che promuovono la proposta di legge per il Senato federale e per la riduzione del numero dei parlamentari da 945 a 500. Il suo secondo e ultimo mandato di sindaco a Belluno si conclude il 15 marzo 2001.
Il 13 maggio 2001 è stato eletto alla Camera dei deputati nella lista Democrazia è Libertà - La Margherita, nella VIII Circoscrizione Veneto 2. È stato componente della I Commissione permanente - Affari Costituzionali, della Presidenza del Consiglio e Interni. Viene confermato a Montecitorio anche alle elezioni politiche del 2006. 
Già responsabile per le politiche della sicurezza e membro dell'esecutivo Federale e della direzione della Margherita, in seguito è membro della direzione nazionale del Partito Democratico. Nel 2008 viene eletto al Senato con il PD. Nel 2010 lascia il partito per essere poi tra i fondatori del movimento Verso Nord. Conclude il proprio mandato parlamentare nel 2013.
È autore di: Gli organi del potere. Prospettive giuridiche e istituzionali in Carl Schmitt, Un vero compromesso per le riforme, Tra globalizzazione e radicamento, La necessità della trasformazione federale dello Stato e Fare impresa nel terzo millennio.